# Biserica de lemn din Buru

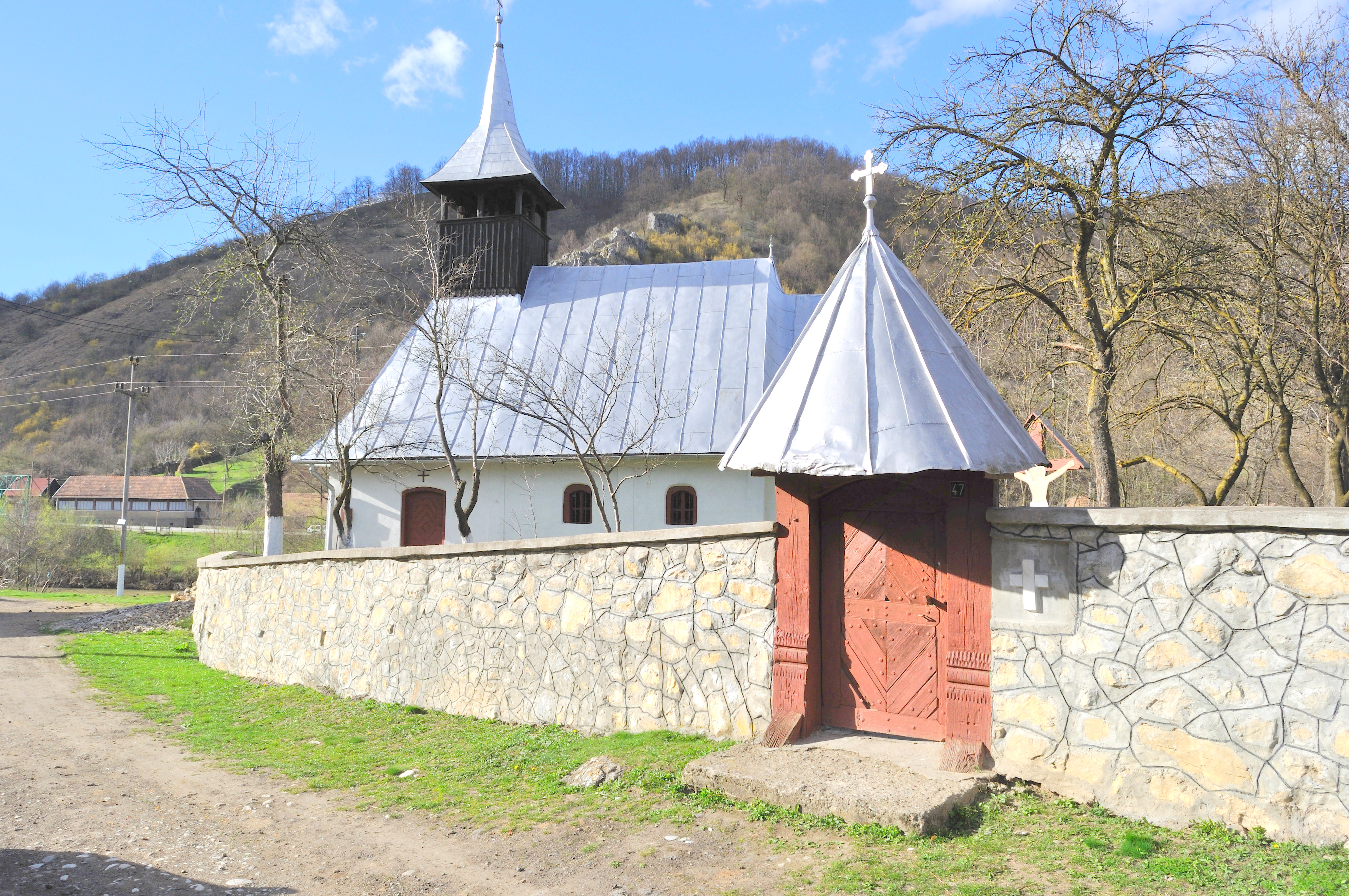
Biserica de lemn „Sfinții Arhangheli Mihail și Gavriil” din Buru, județul Cluj, foto: aprilie, 2011.

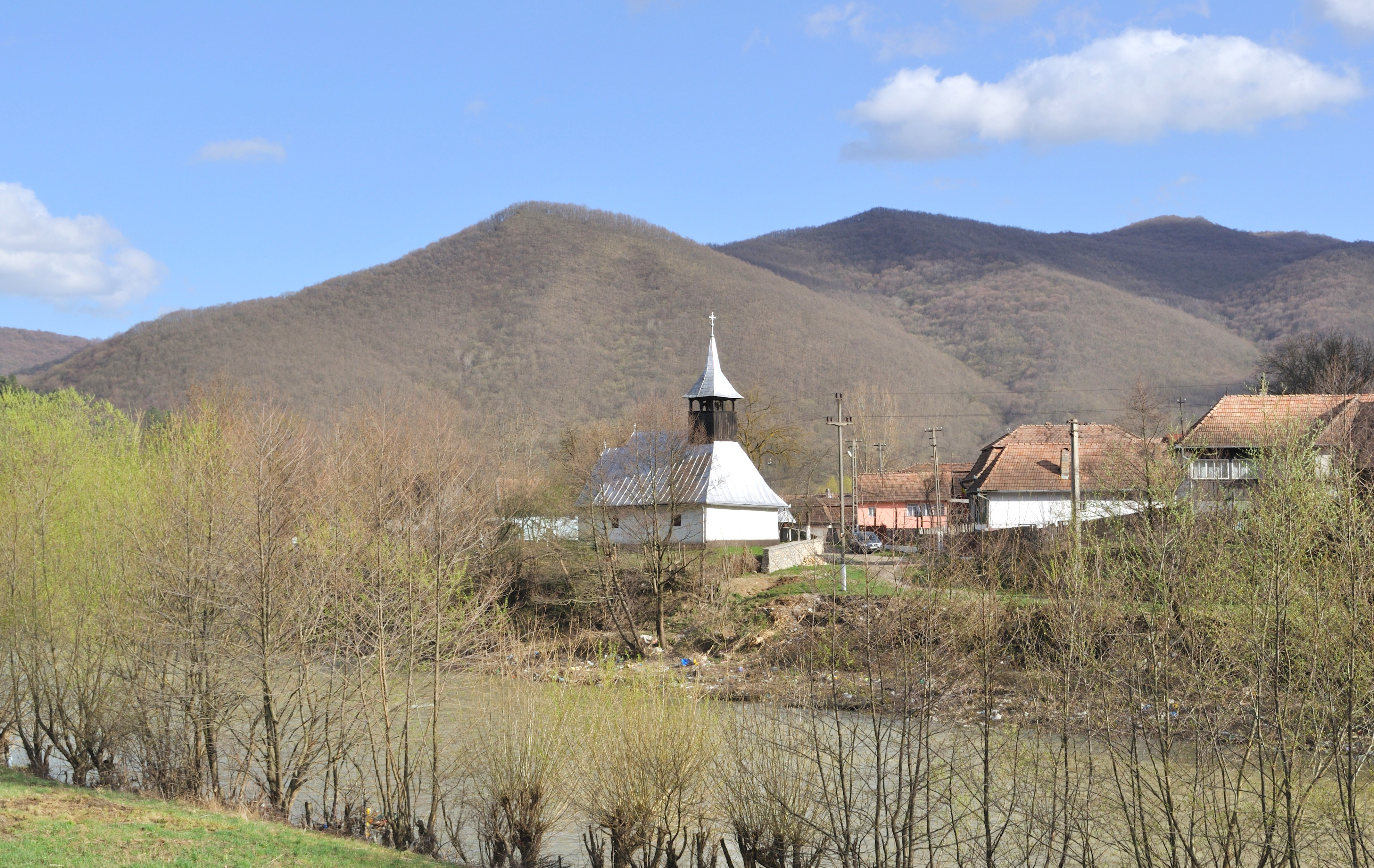
Biserica văzută de pe malul opus al Arieșului

Biserica (vest)

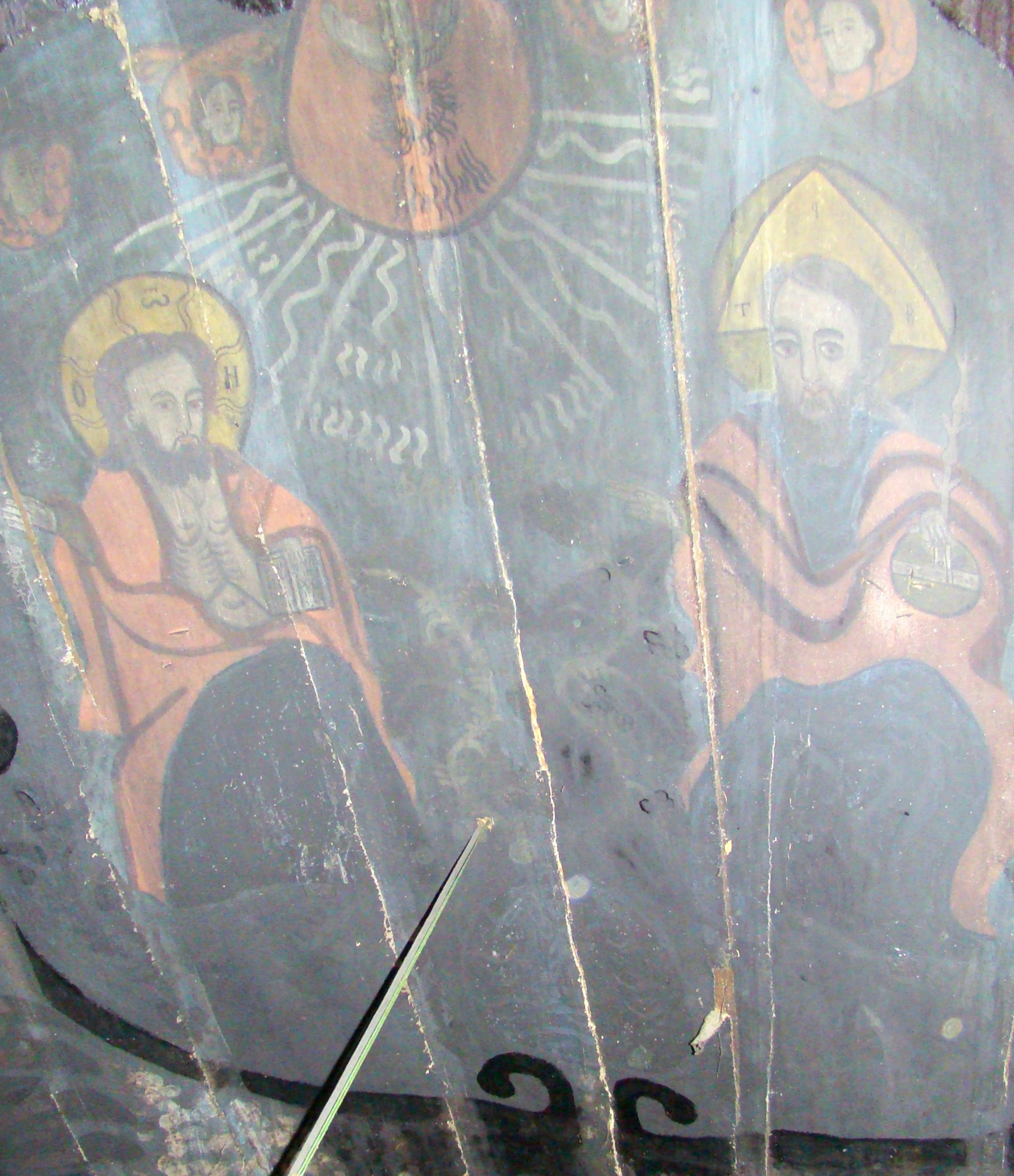
Bolta altarului: Sfânta Treime

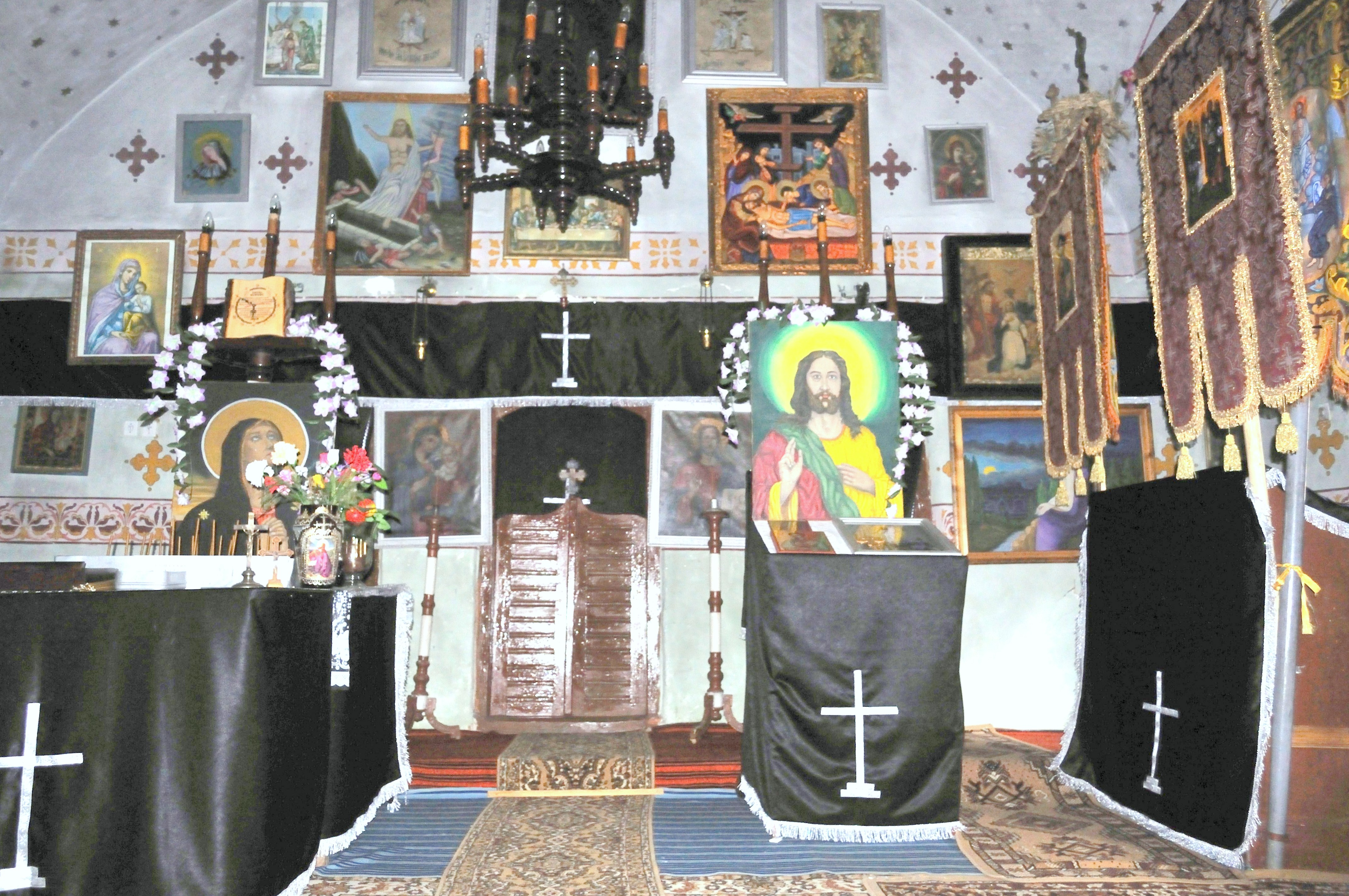
Interiorul navei

Biserica de lemn din Buru, comuna Iara, județul Cluj a fost construită în anul 1860. Are hramul „Sfinții Arhangheli Mihail și Gavriil”. Biserica nu se află pe noua listă a monumentelor istorice.

## Istoric
Satul Buru este o așezare pitorească situată pe valea Arieșului, acolo unde el începe a șerpui printre piscurile împădurite. Mergând pe șoseaua Turda-Câmpeni, la începutul defileului muntos, pe partea stângă, dincolo de Arieș, este așezat satul Buru. Locuitorii se ocupă cu creșterea vitelor, posibilități pentru agricultură nu există din cauza reliefului muntos.
Satul Buru, ca și parohia, se pierd în istorie. Din datele care s-au mai găsit este specificat anul 1482, ca an în care parohia exista, având biserică zidită, ceea ce înseamnă că atât satul, cât și parohia, sunt mult mai vechi. 
Datorită așezării sale în defileul muntos al râului Arieș, defileu care face legătura între Cluj și Câmpeni, satul Buru a fost cuprins de toate evenimentele mai importante care au avut loc în partea aceasta de țară, de la vechile răscoale, de la Revoluția din 1848, când majoritatea sătenilor au fost înrolați în armata lui Avram Iancu și până la marele act al Reîntregirii patriei. Atât în timpul Revoluției de la 1848, cât și în timpul celor două Războaie Mondiale, satul a avut mult de suferit. 
Actuala biserică datează din anul 1860, materialul de construcție fiind lemnul. Este așezată pe malul Arieșului și are formă de navă. În patrimoniul ei există câteva cărți vechi și o icoană pe sticlă reprezentându-i pe Sfinții Arhangheli.
Datorită faptului că arhiva bisericii a fost în întregime distrusă, dintre preoții care au slujit în parohia Buru, sunt cunoscuți doar cei de la Primul Război Mondial încoace: Galiș Nicolae, Găzdac Mihai, până în anul 1948, Papiu Virgil, până în anul 1961, între anii 1968-1970 a fost Ursu Constantin, iar între anii 1971-1972 Luțai Grigore, după care au urmat preoții Covaci Liviu, Pop Gheorghe, Măiercan Anton, Crișan Ioan, Popa Ioan; între anii 2000-2011 preotul Câmpu Florin, iar din 2011 parohia este administrată de preotul Radu Miclăuș.

## Galerie de imagini

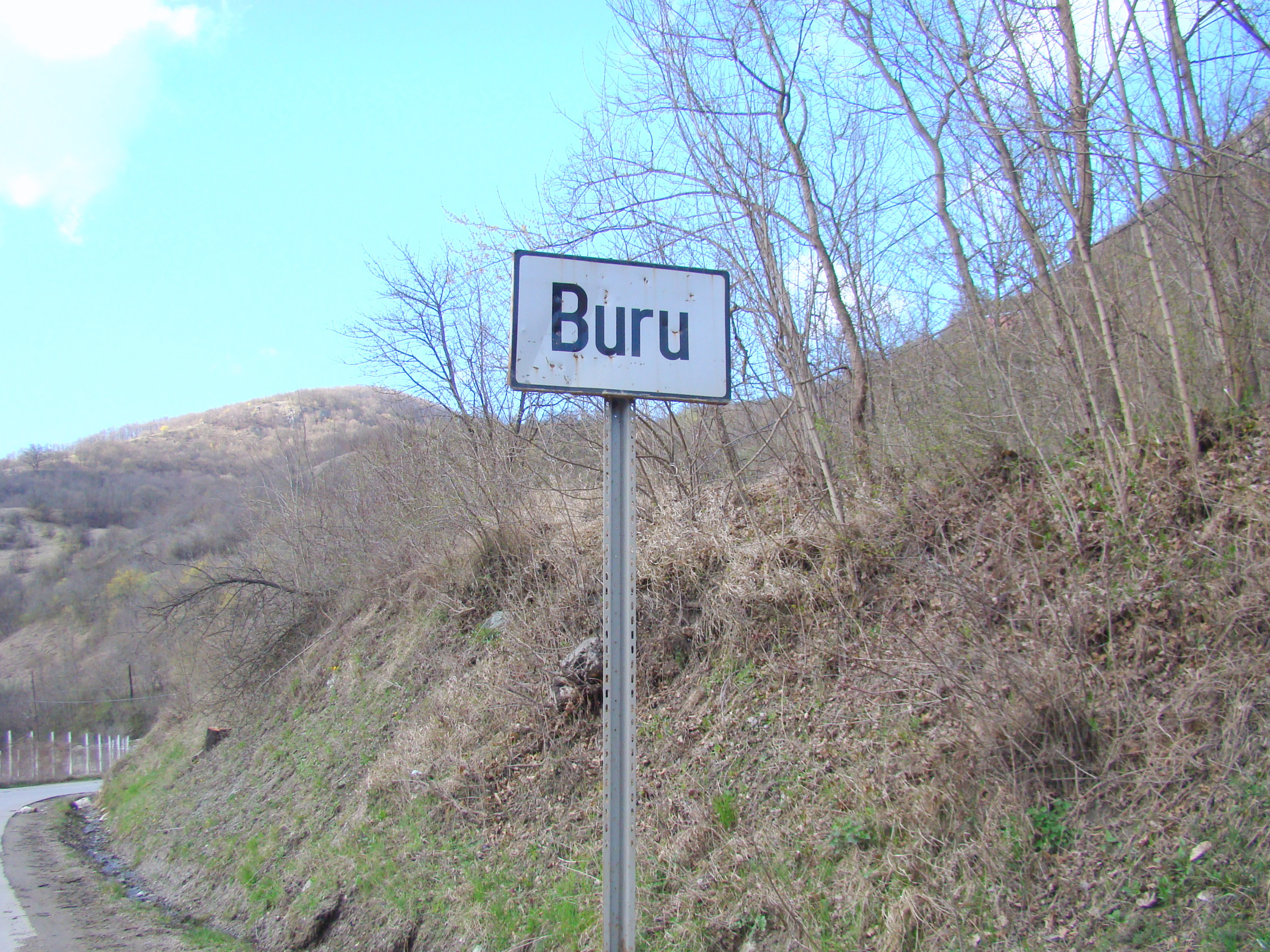
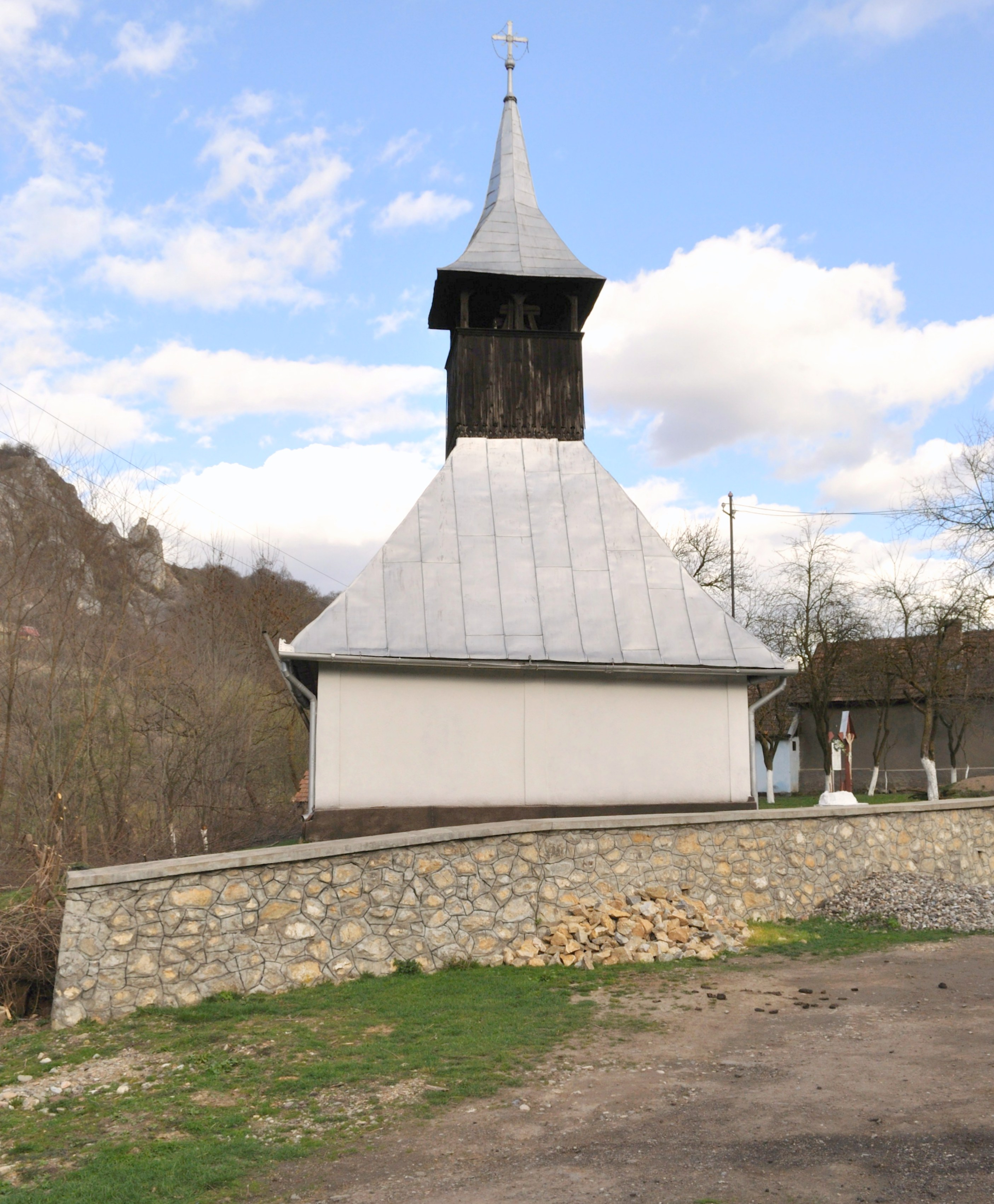
Biserica (vest)
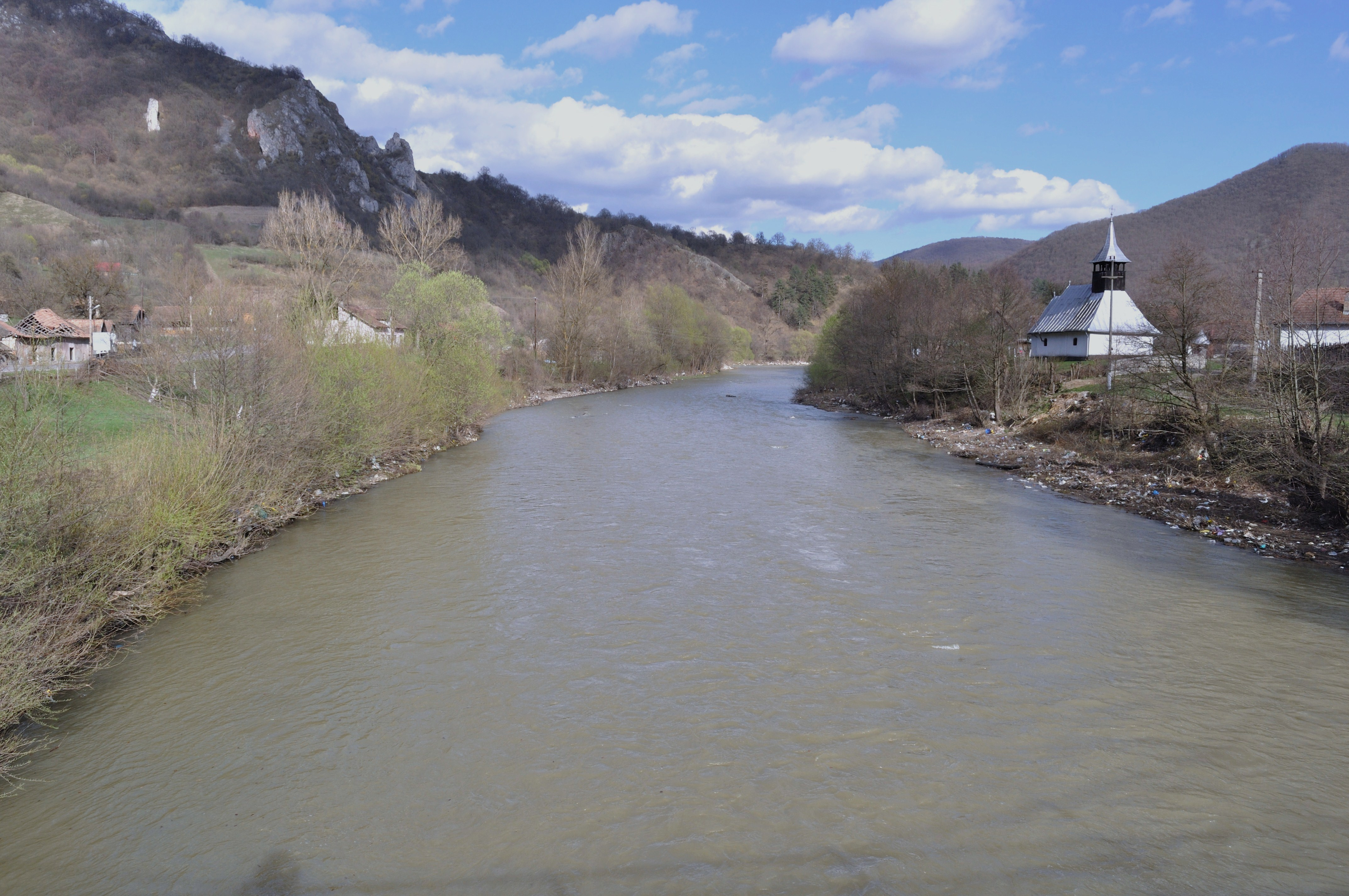
Împrejurimi
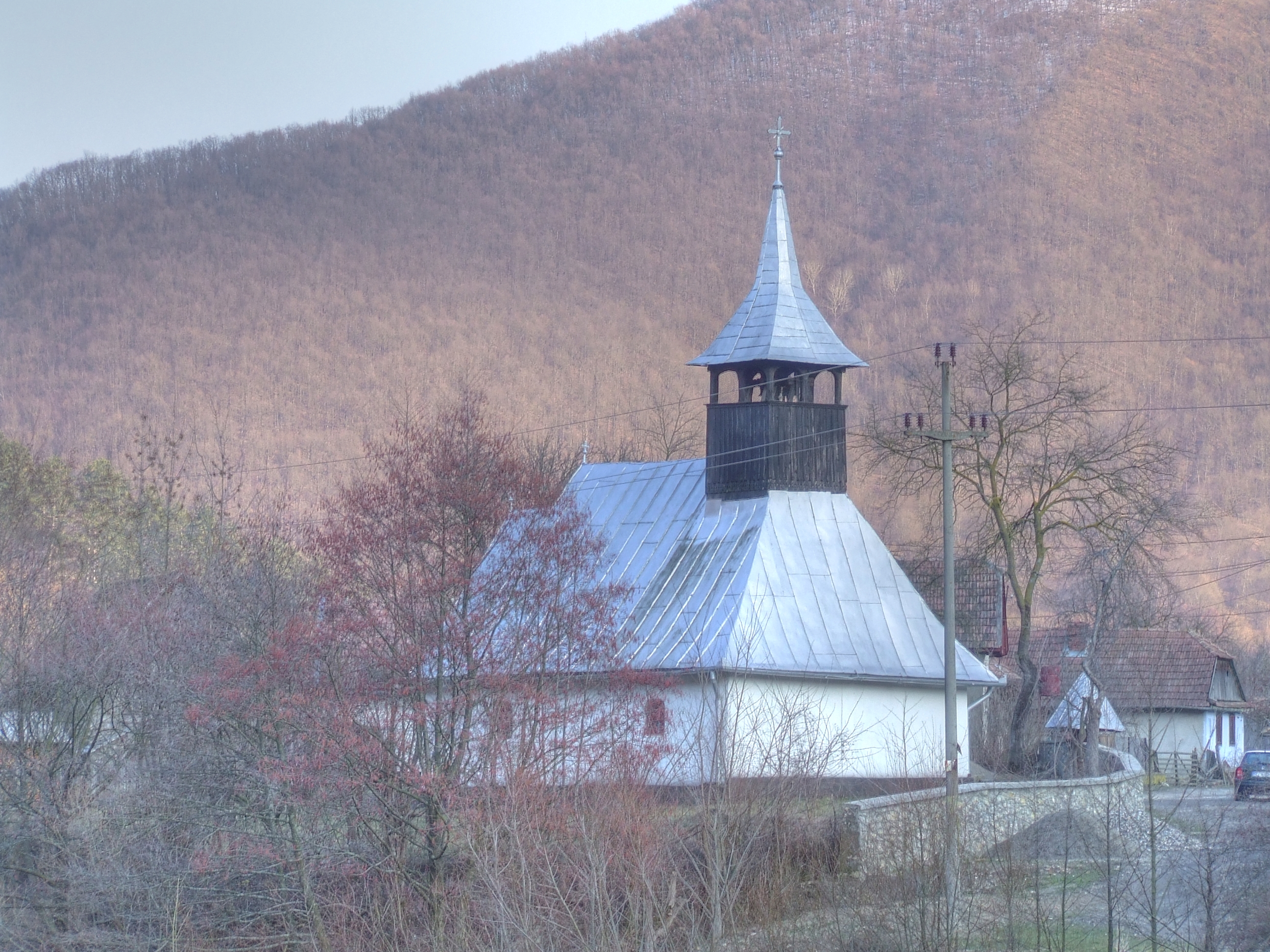
Biserica din depărtare
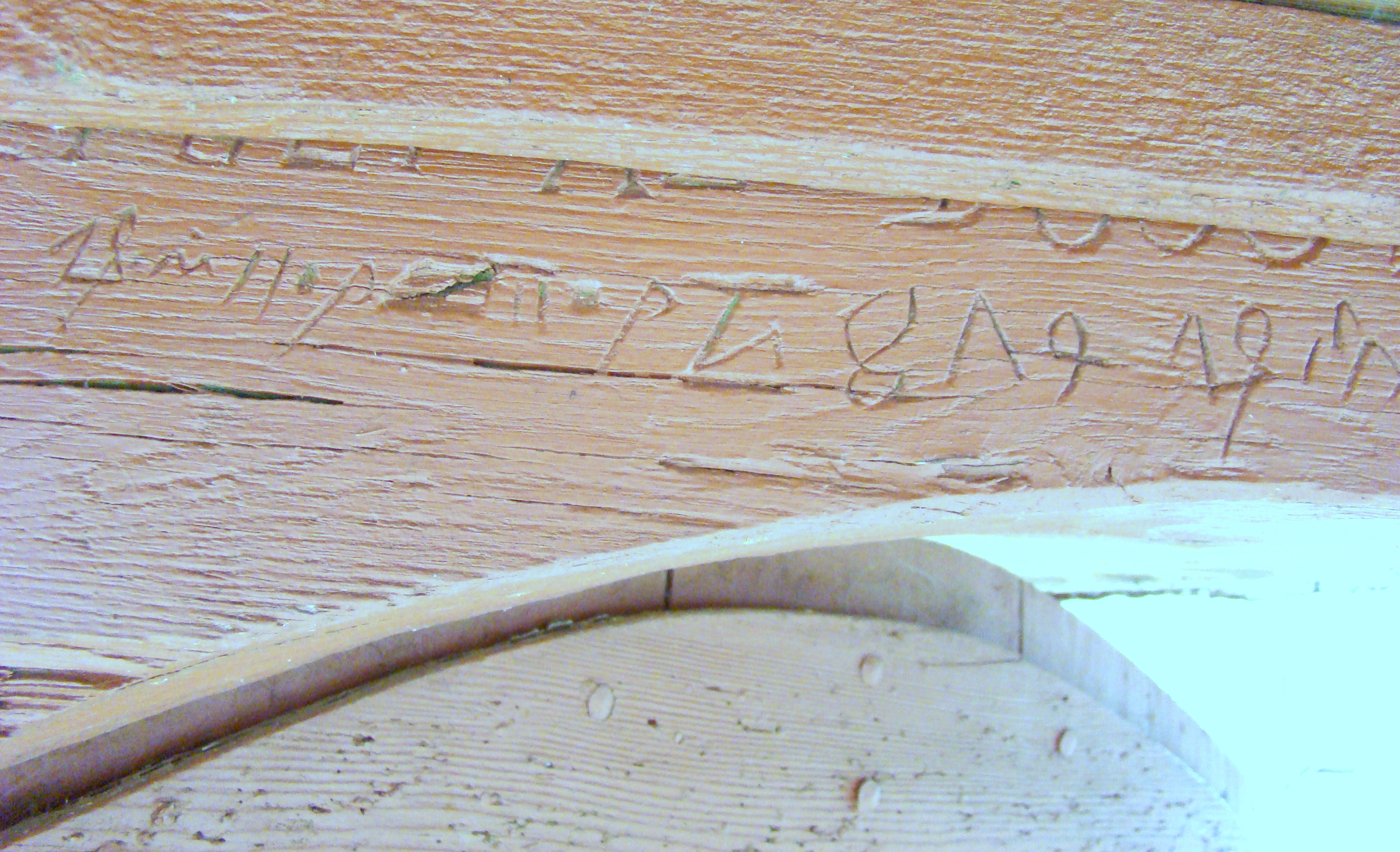
Fragment de inscripție
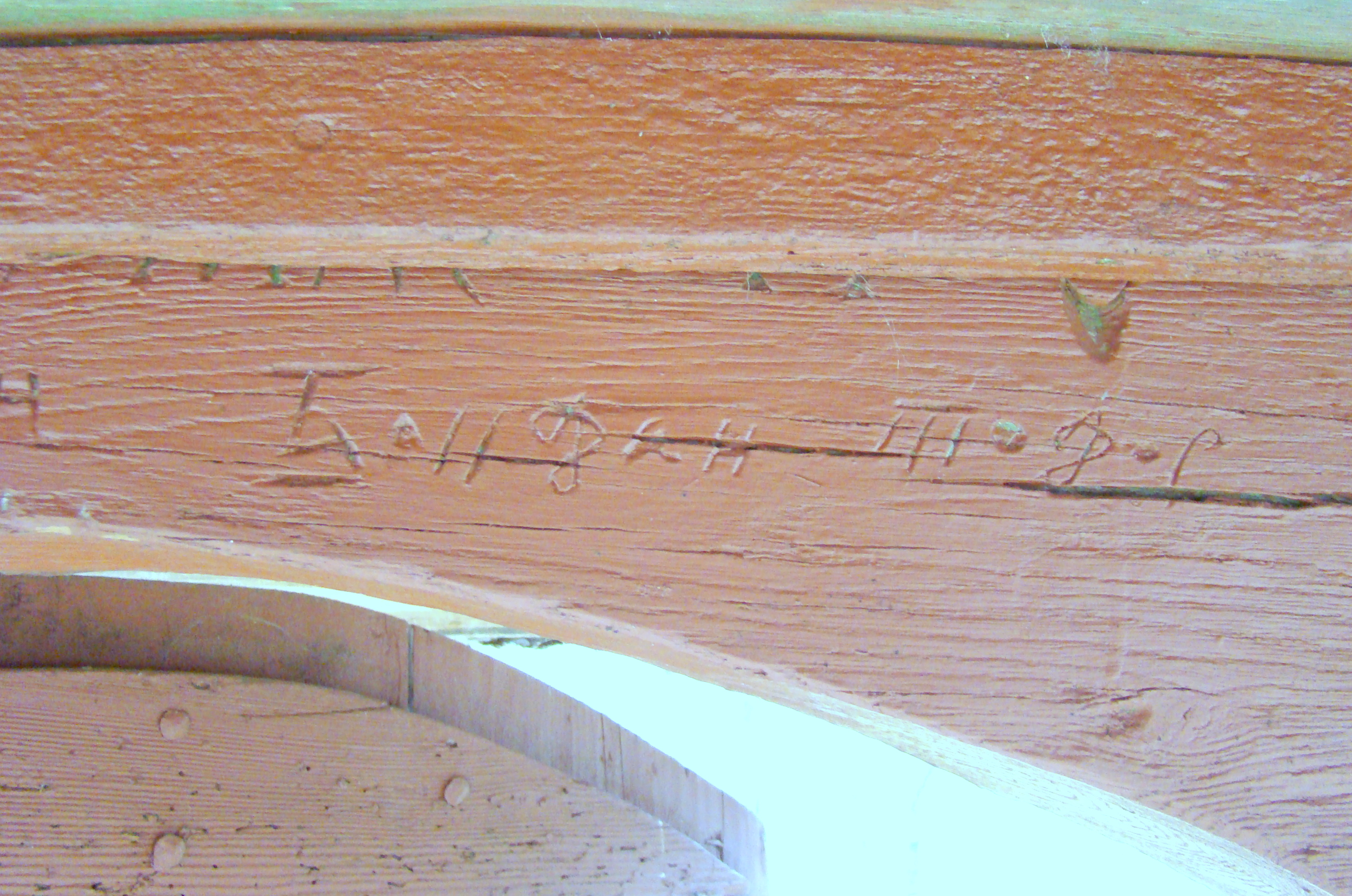
Fragment de inscripție
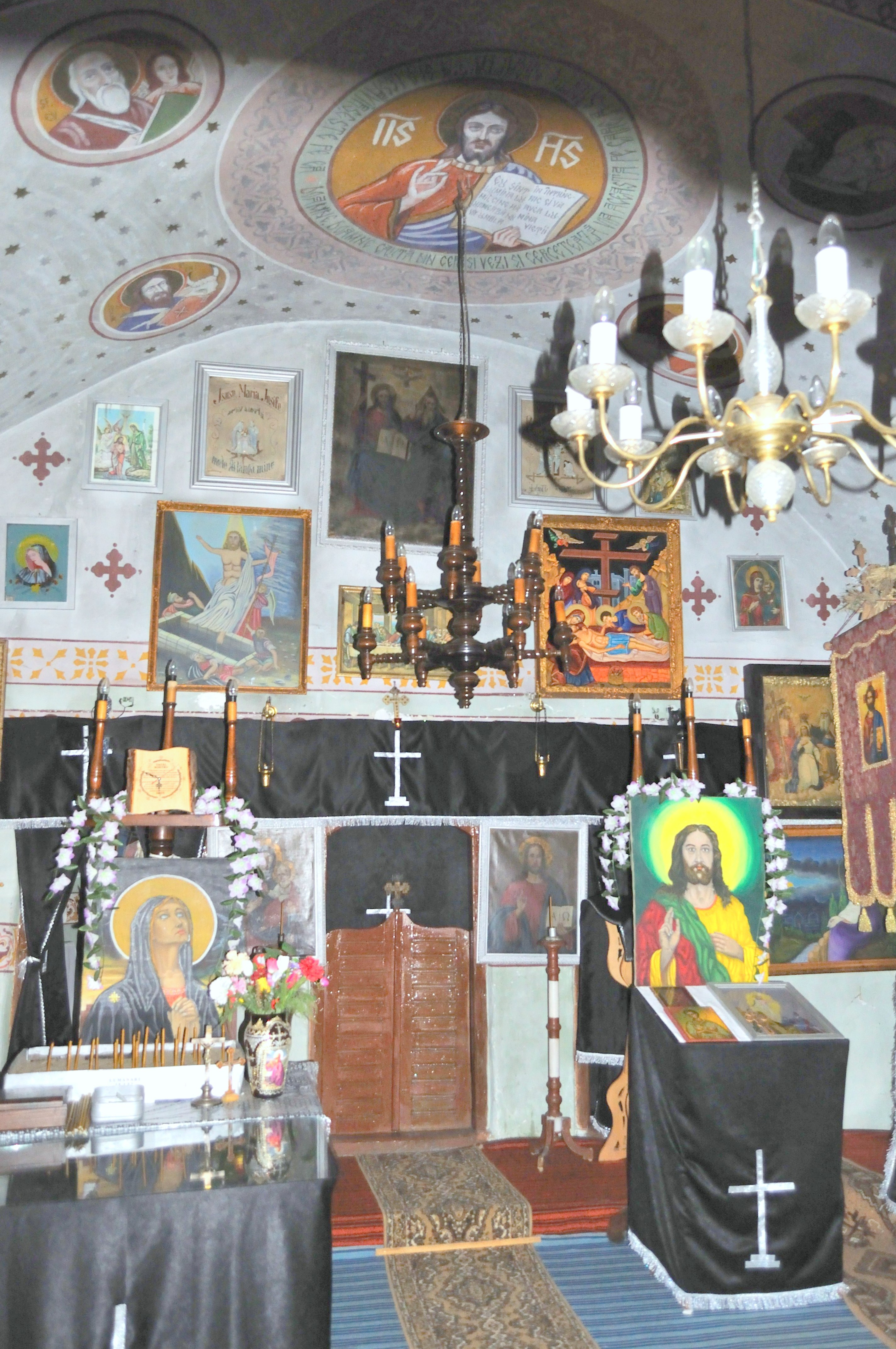
Interiorul navei
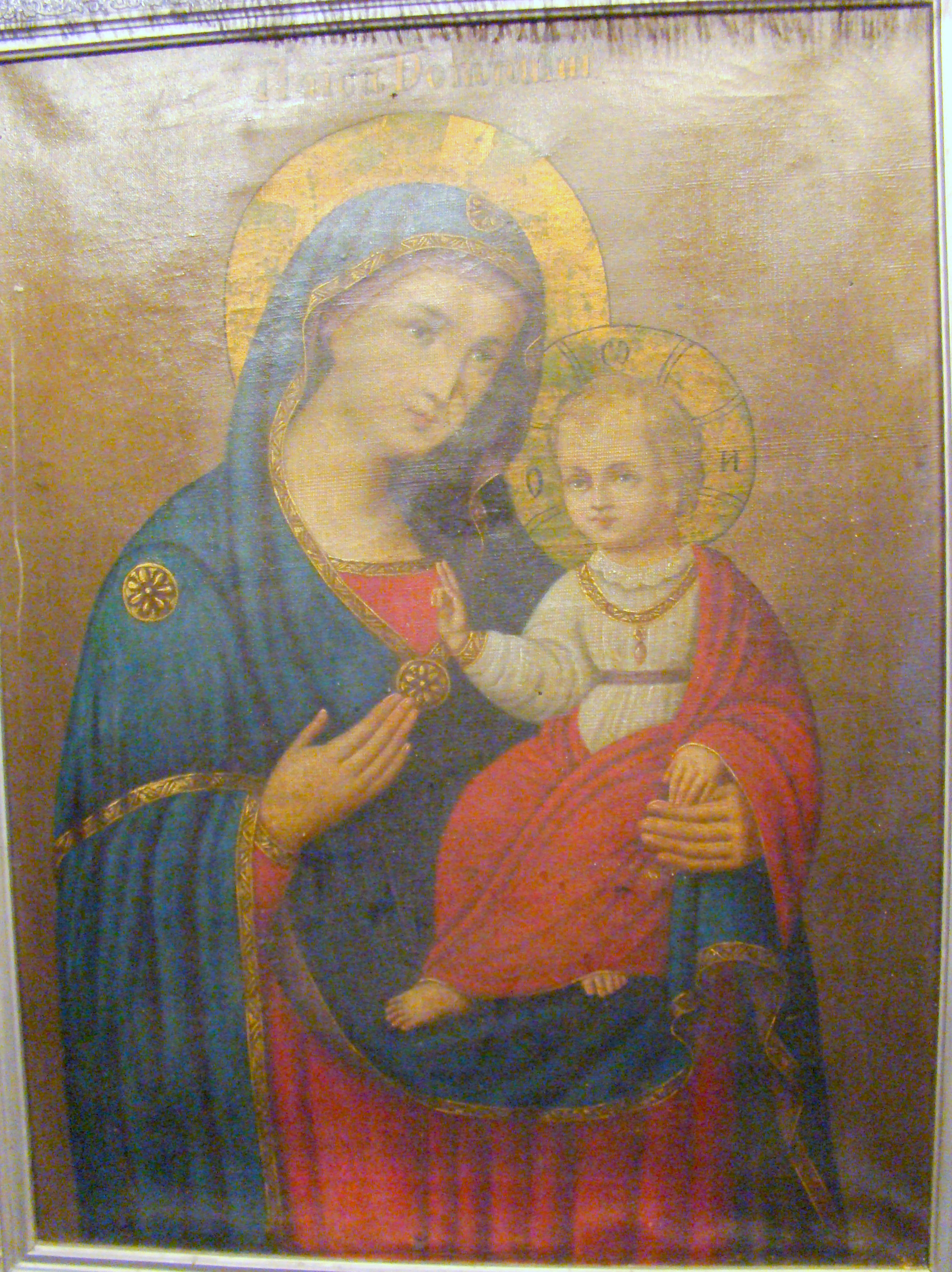
Maica Domnului cu pruncul
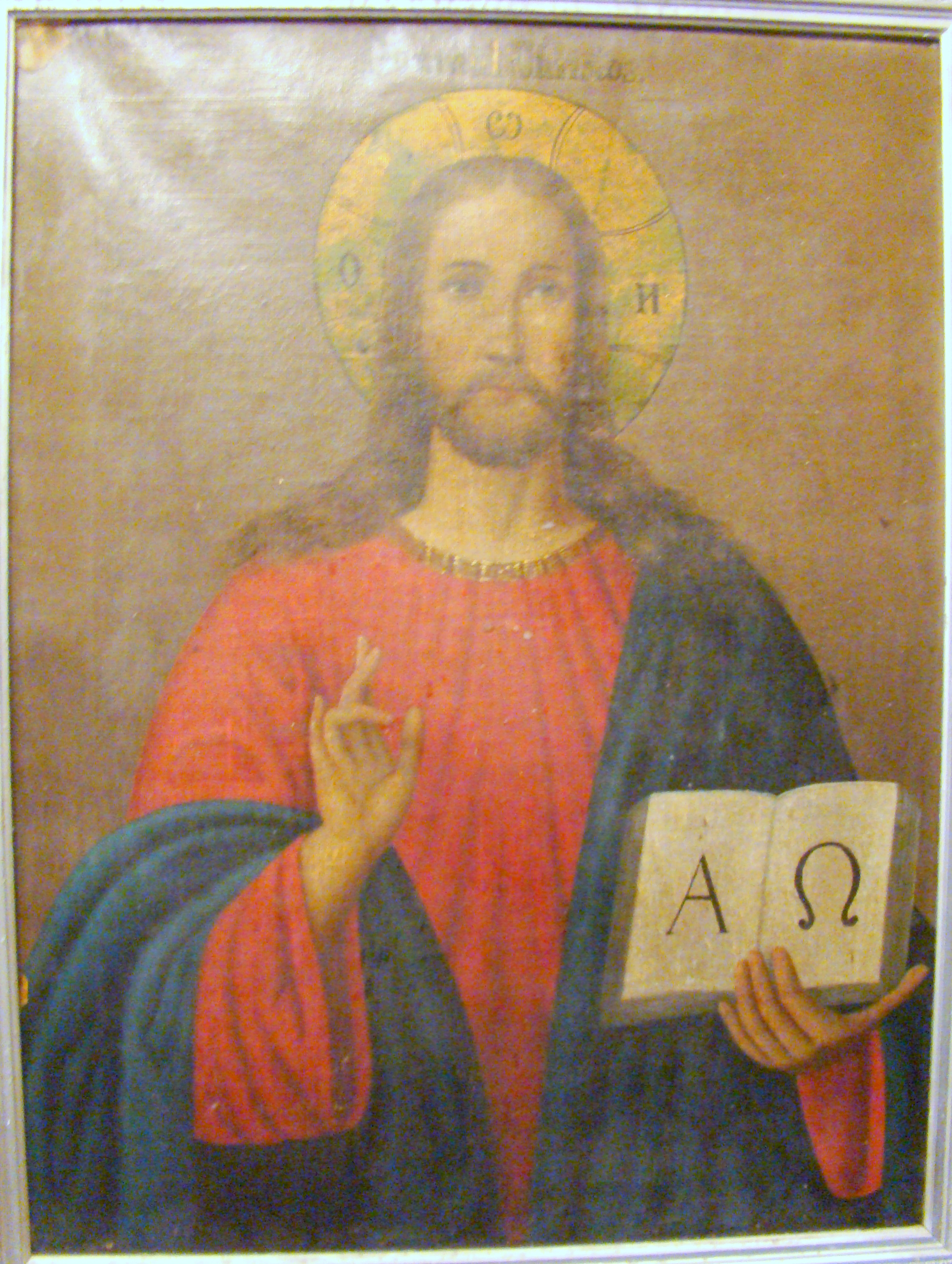
Iisus Hristos
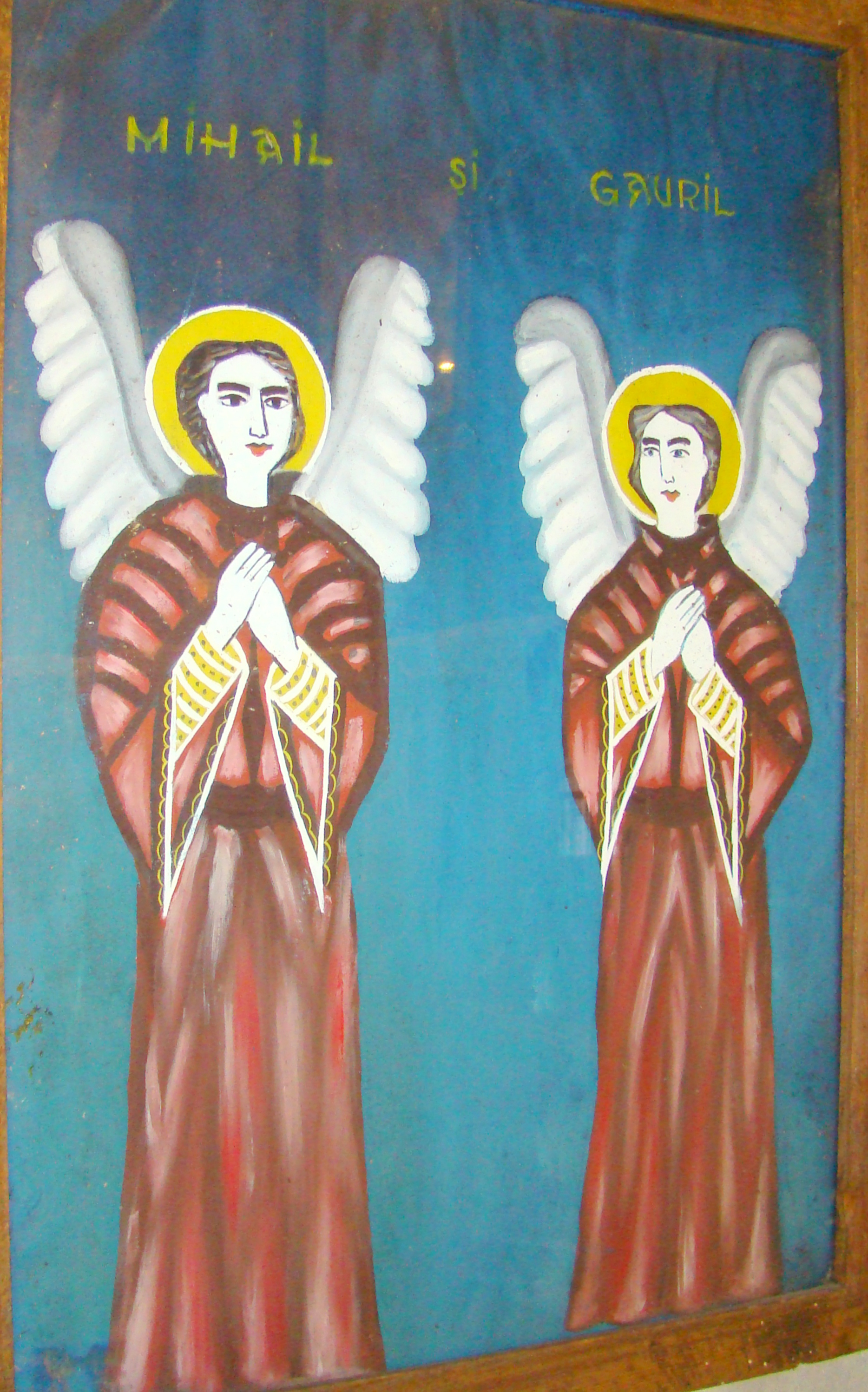
Sfinții Arhangheli
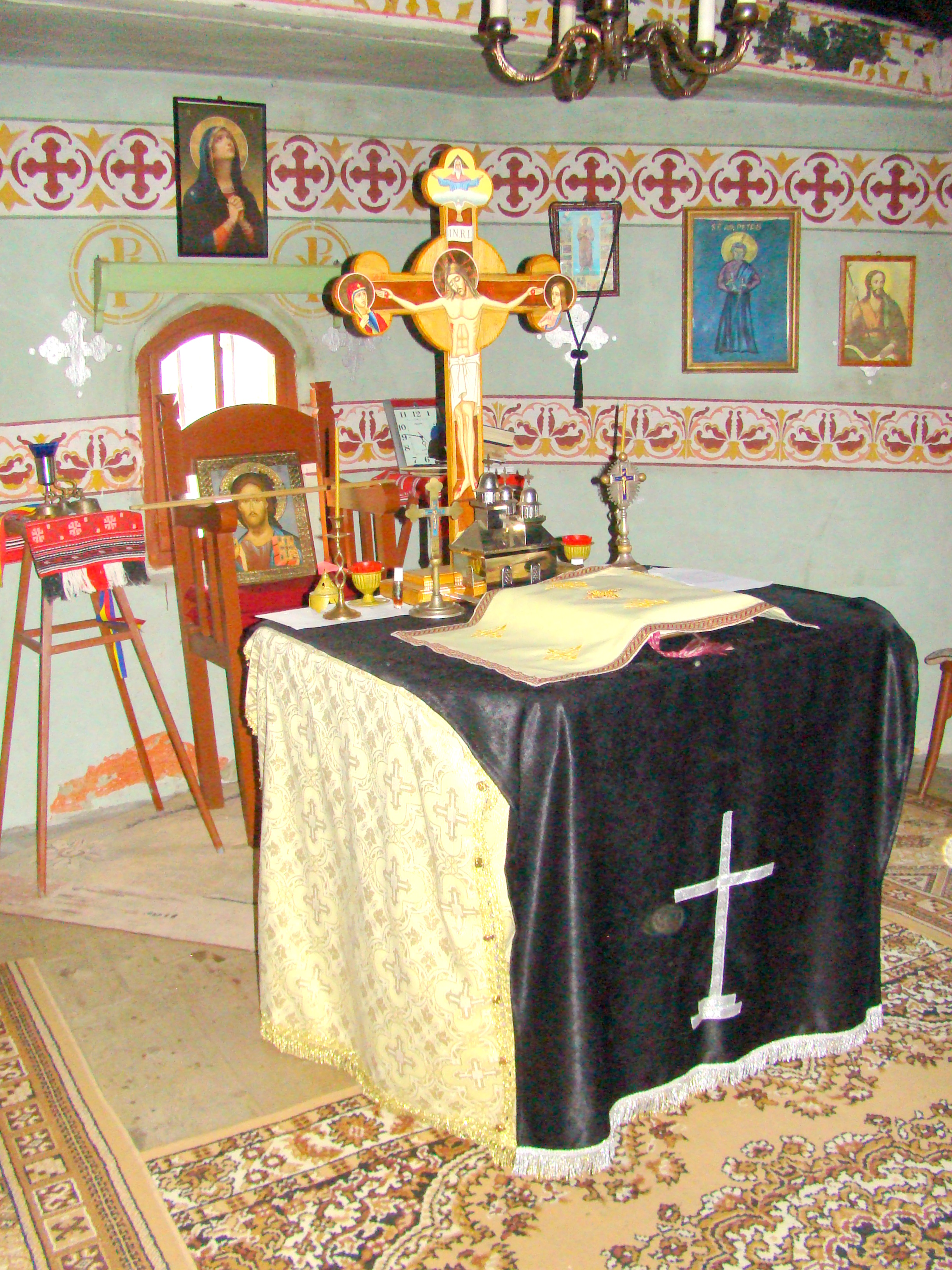
Masa altarului
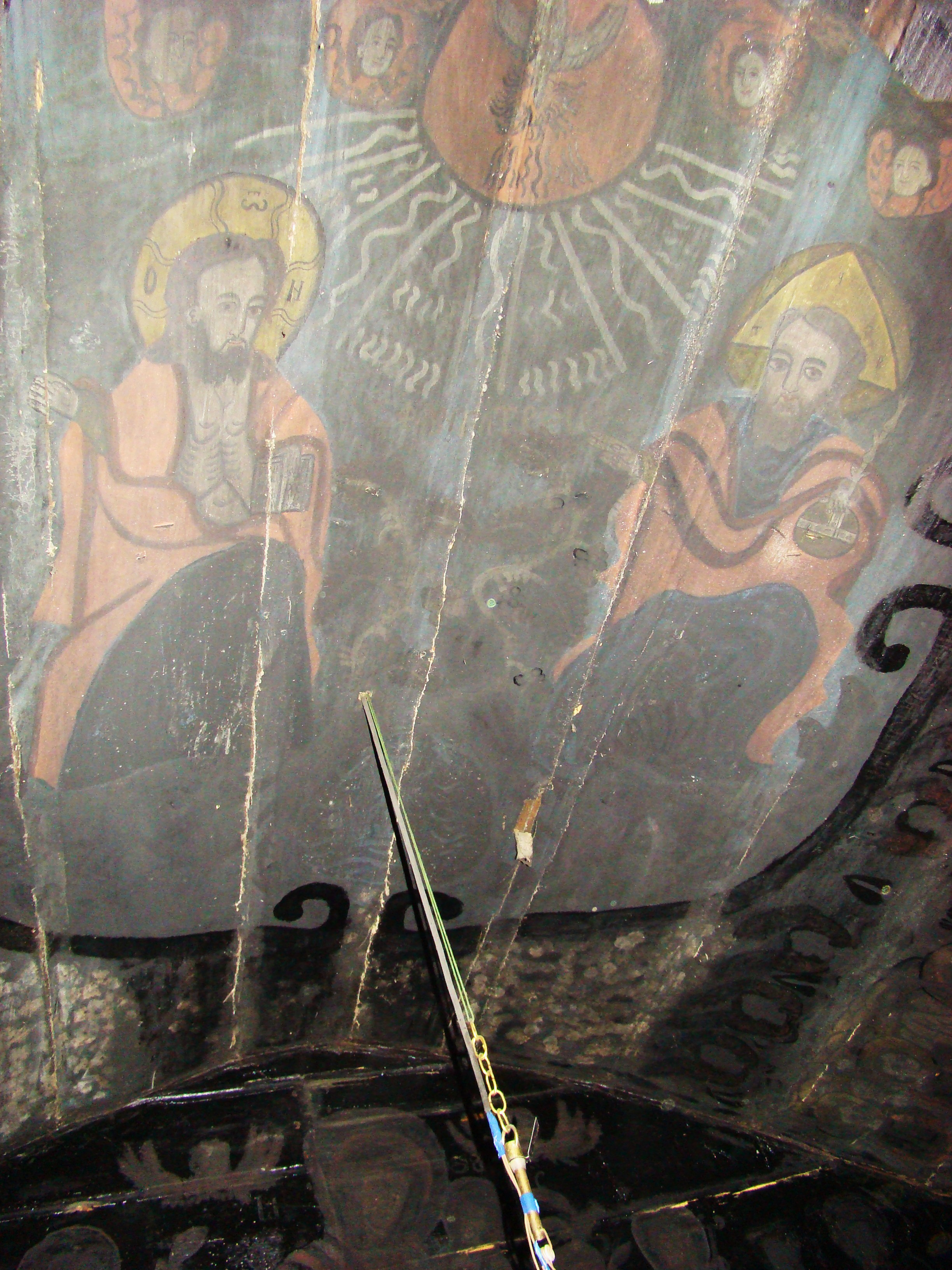
Sfânta Troiță
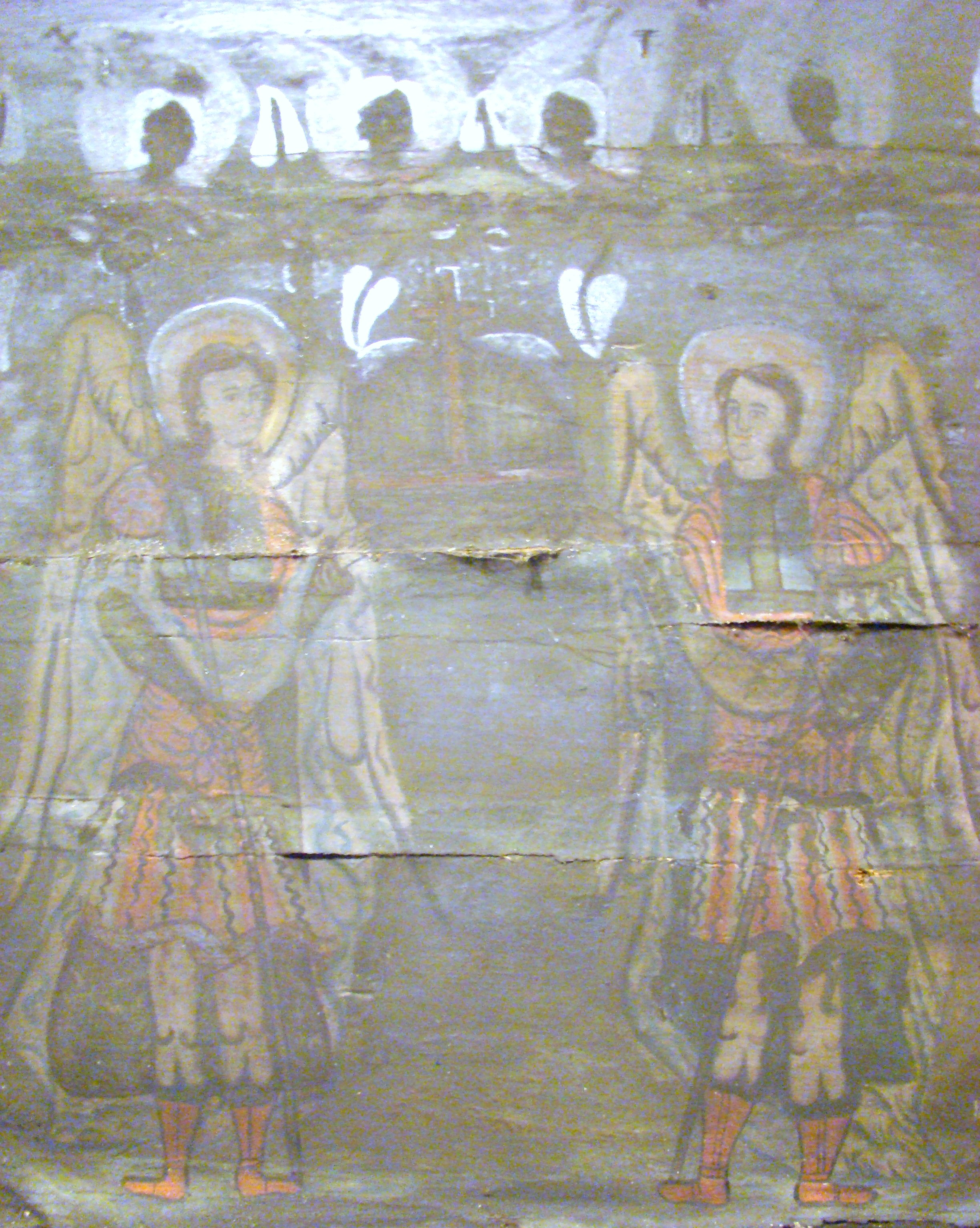
Sfinții Arhangheli
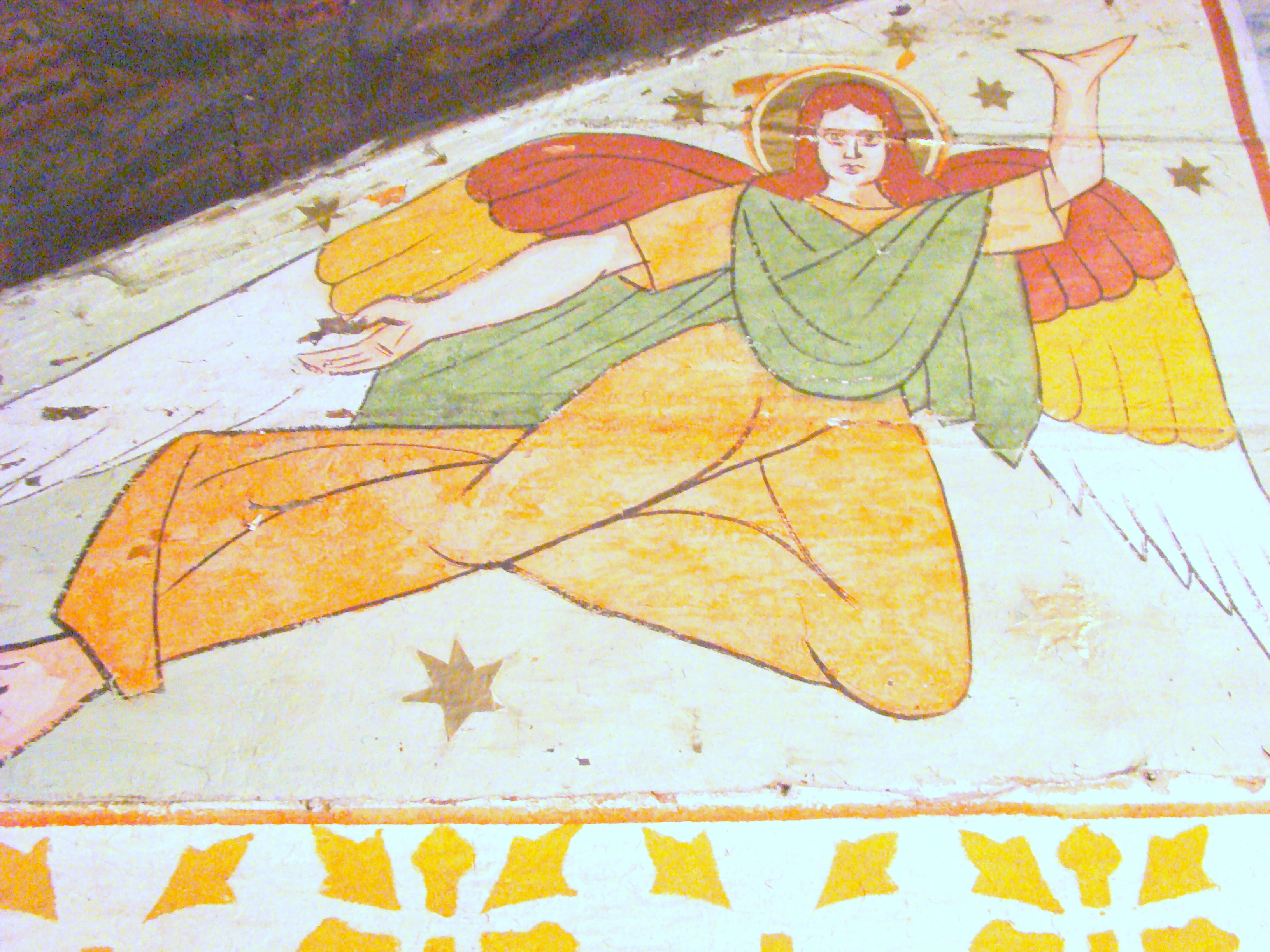
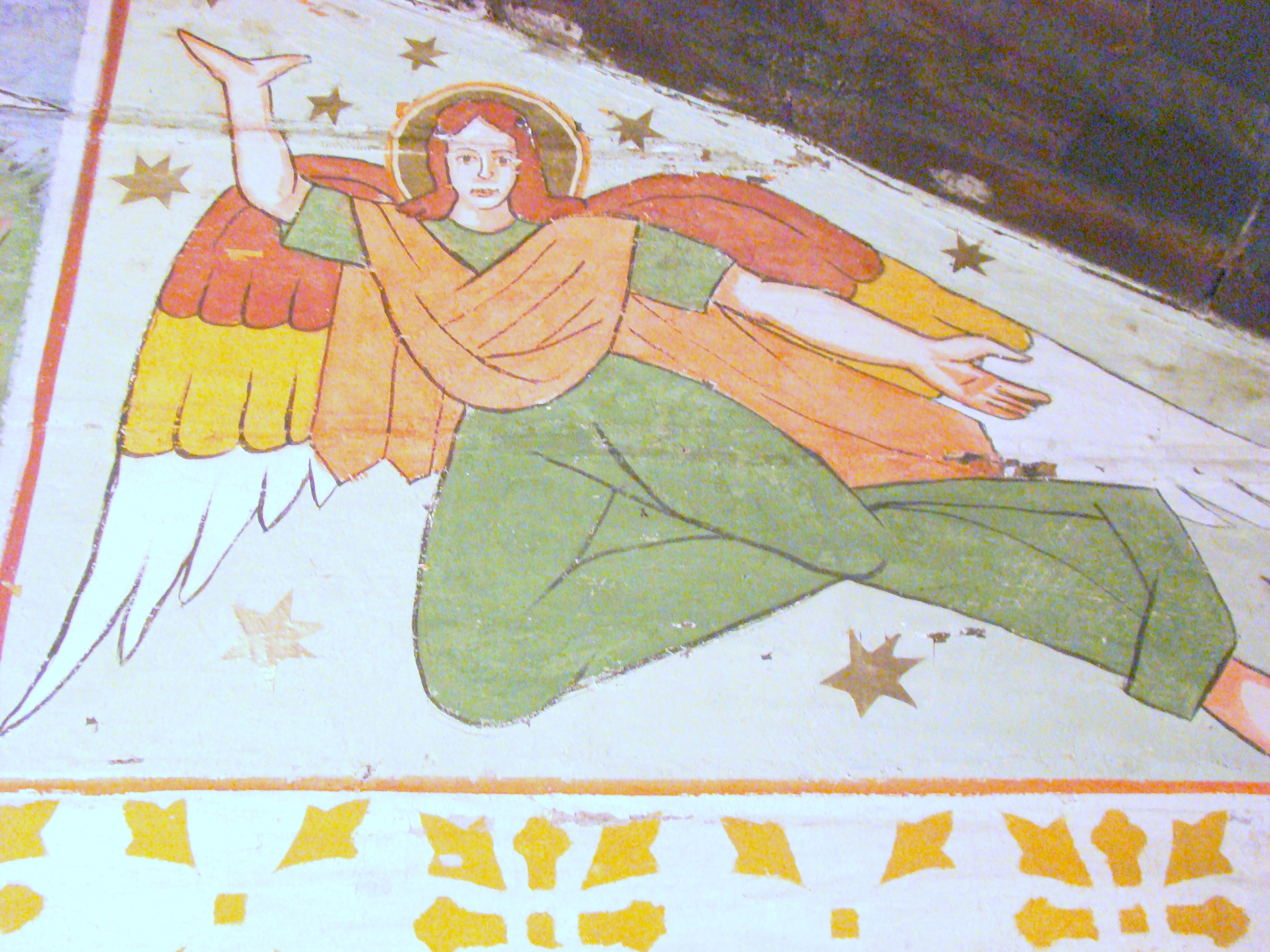
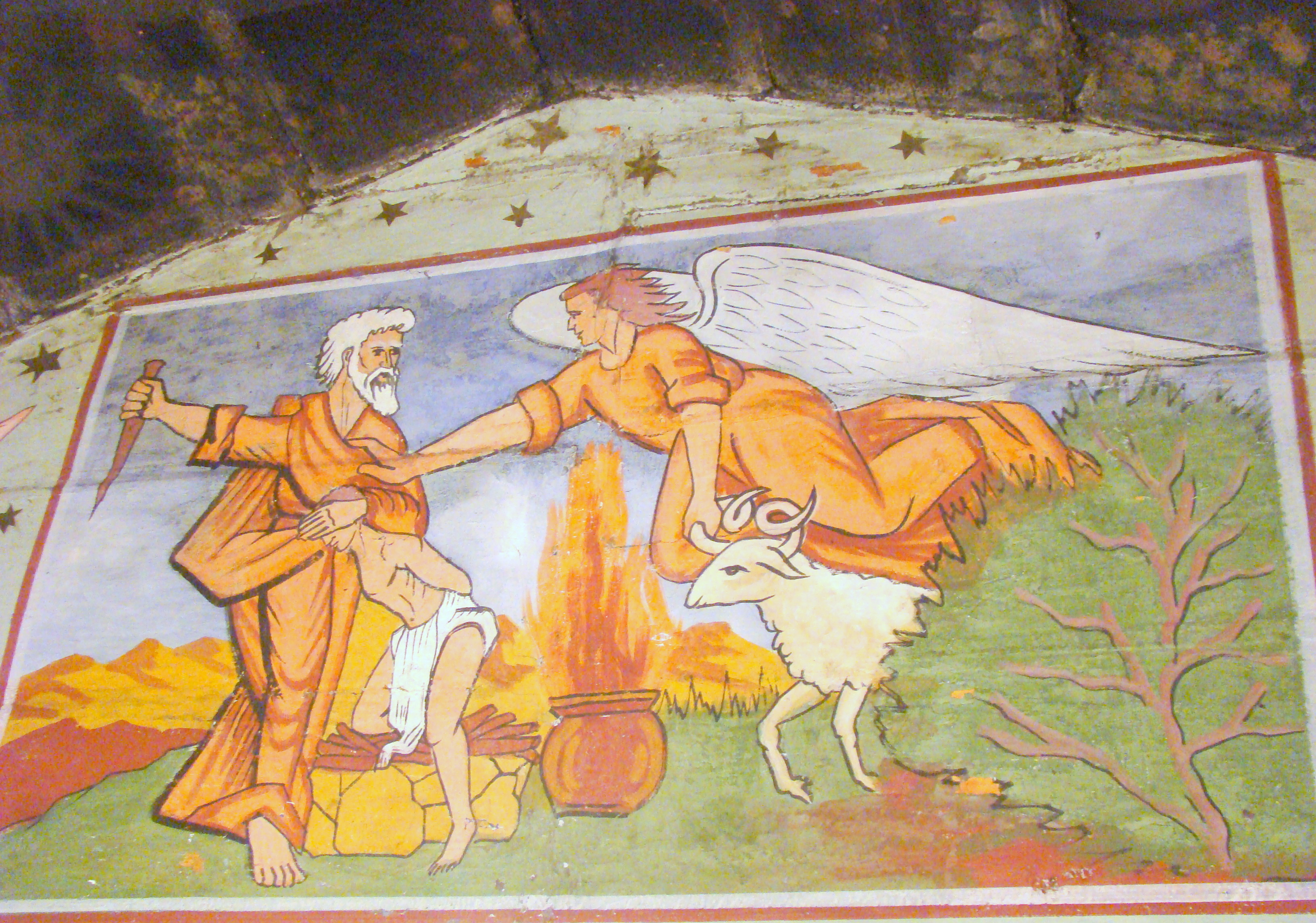
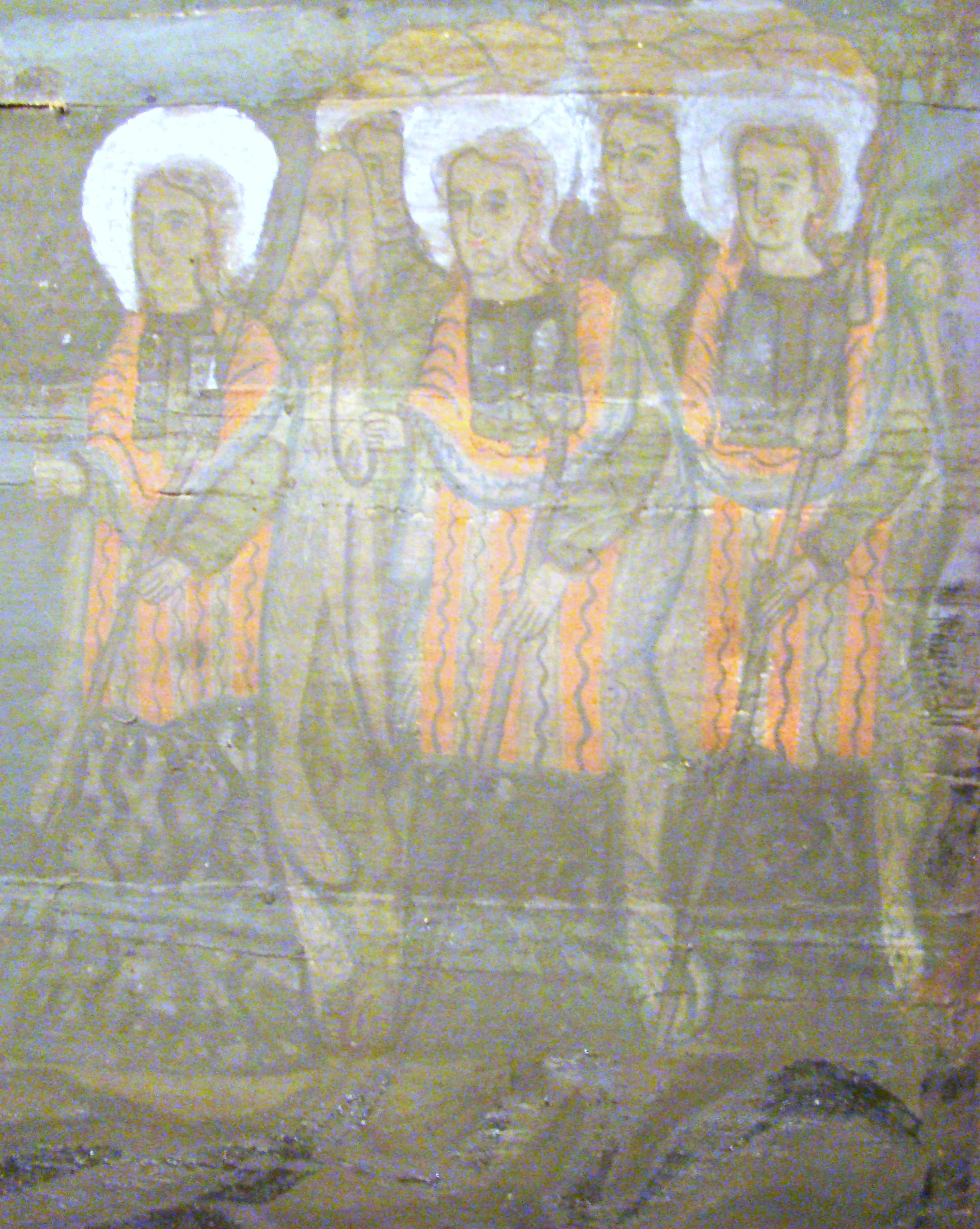
Ceată de îngeri
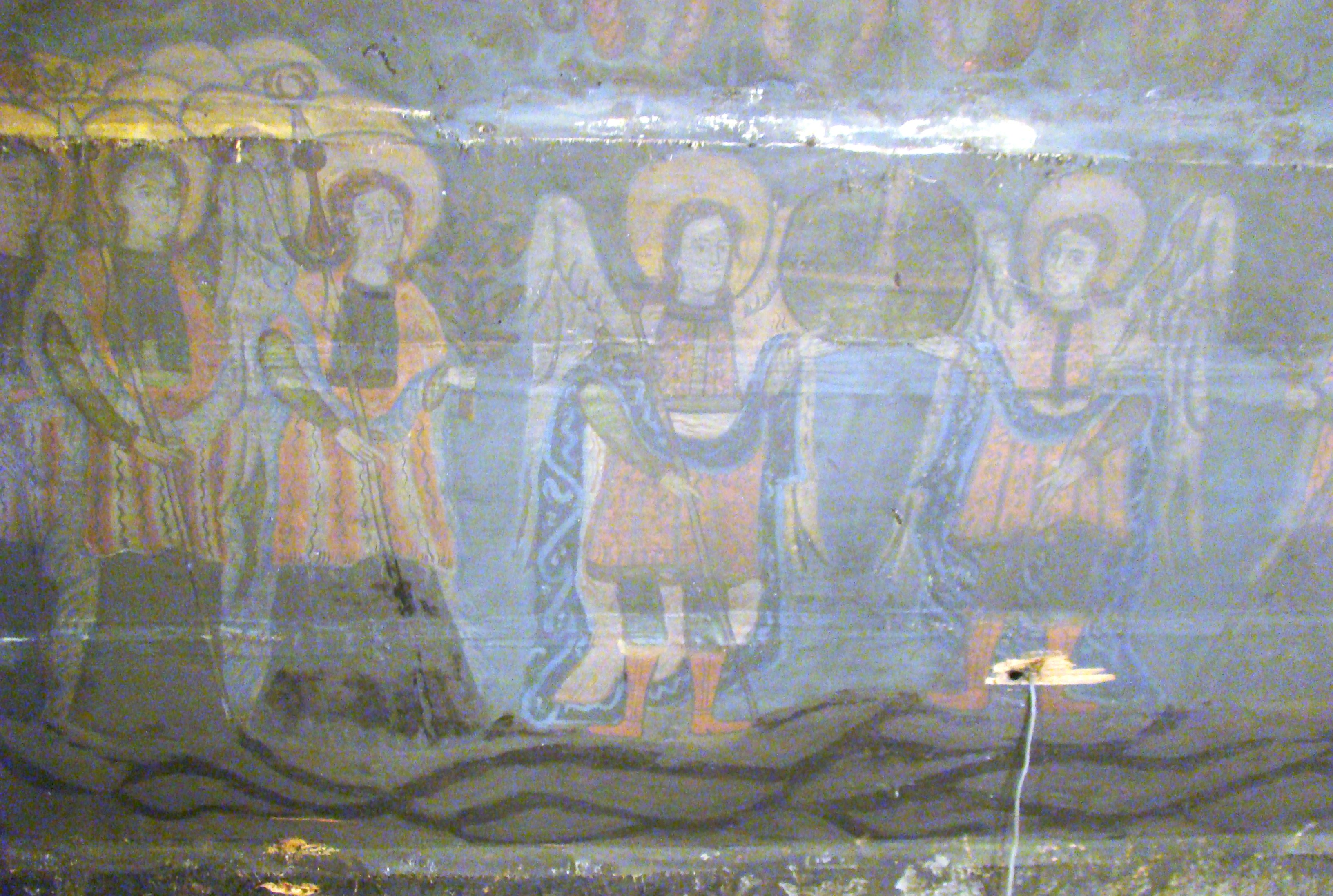
Pictura altarului
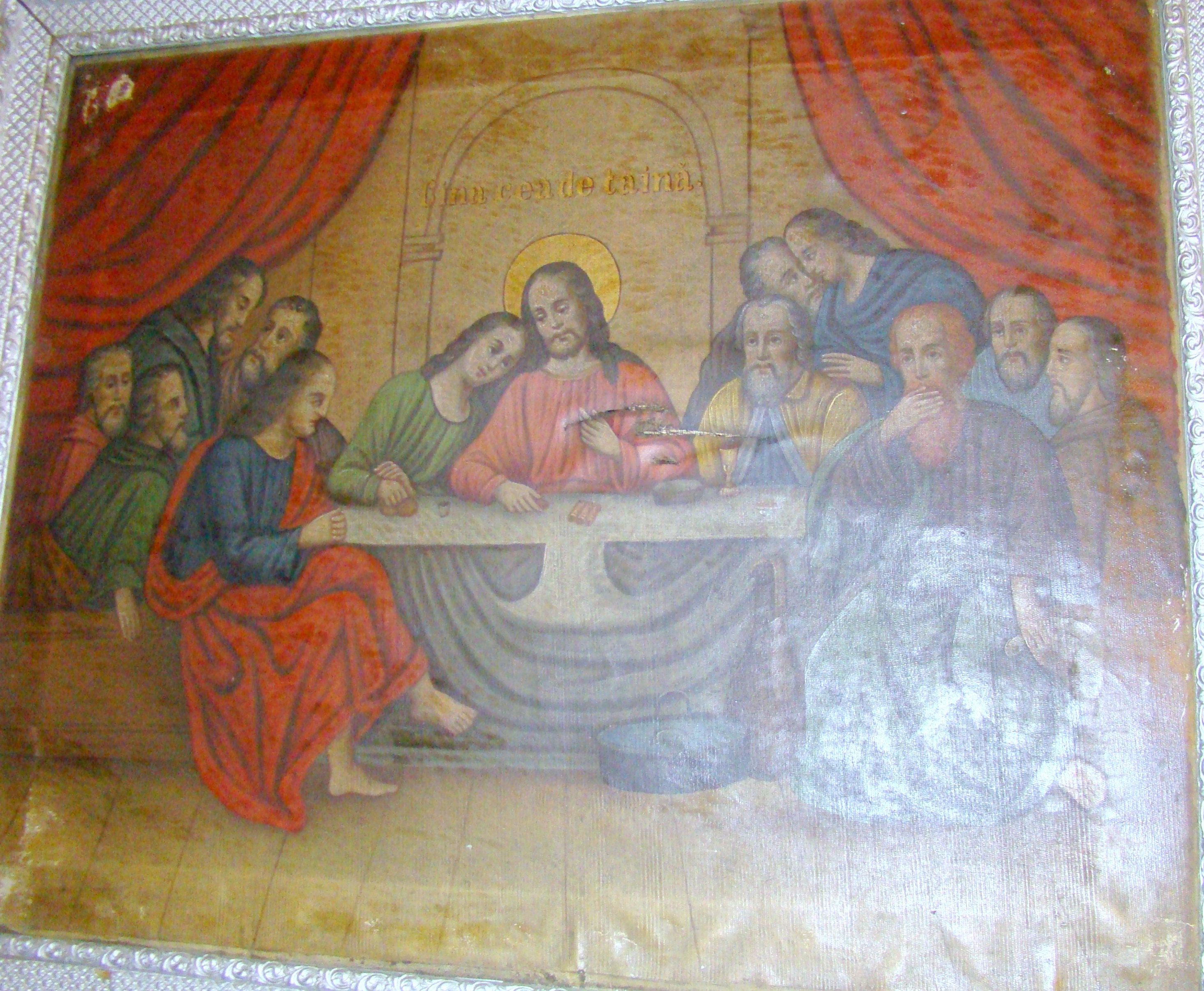
Cina cea de taină
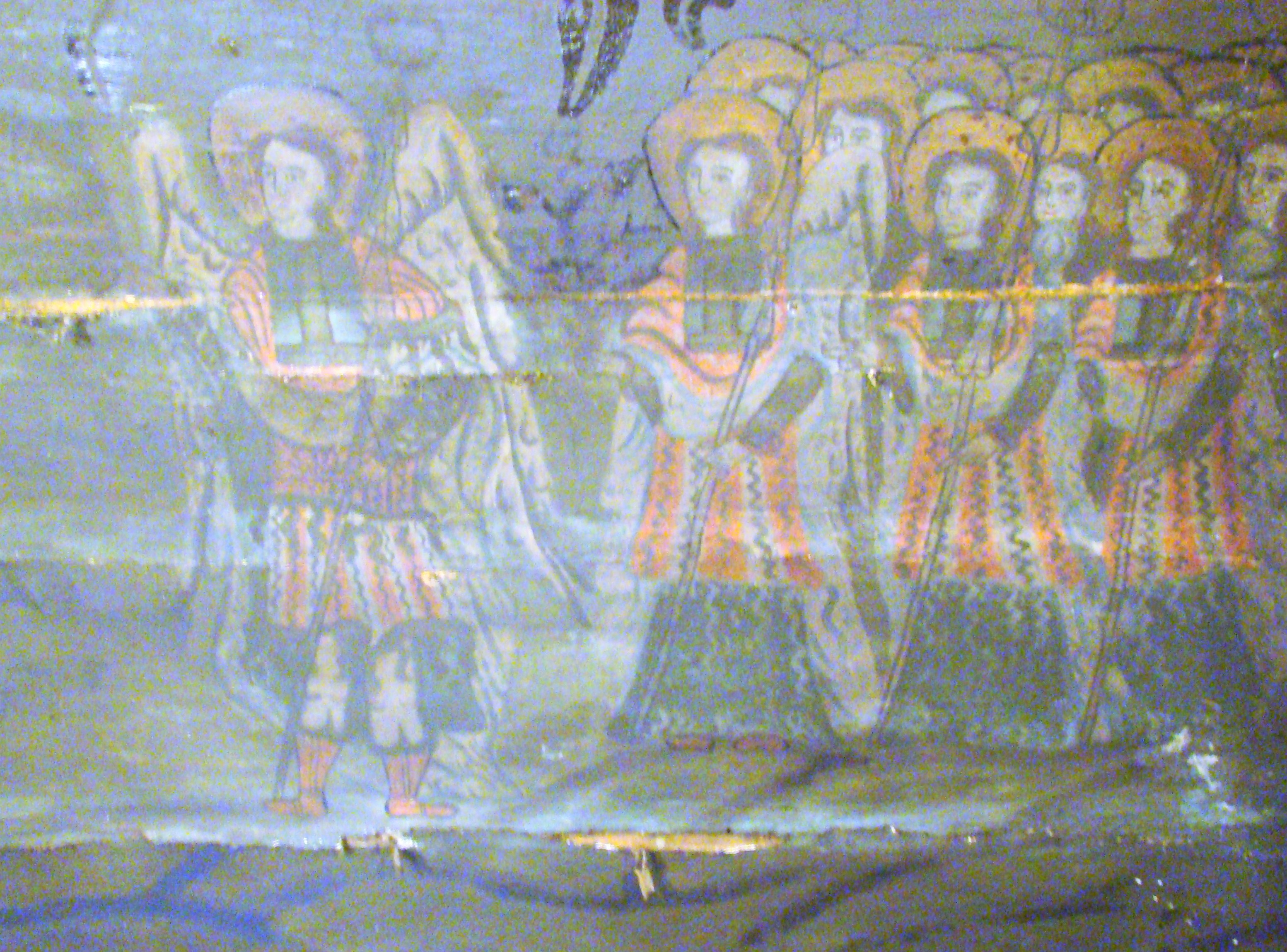
Ceată de îngeri